# Matthew Lewis (Fußballspieler)
Matthew John Lewis (* 6. Juni 1990 in Sydney) ist ein australischer Fußballspieler.

## Karriere
Lewis spielte seit der U-11 in der Jugendabteilung der Blacktown City Demons und war 2008 Kapitän einer australischen Schülernationalmannschaft bei einer Reise nach Japan. Im Sommer 2008 wechselte er zum Jugendteam der Central Coast Mariners und spielte zunächst in der National Youth League. Sein Profidebüt in der A-League gab Lewis am letzten Spieltag der Saison 2008/09 gegen Adelaide United, als er kurz vor Spielende für Dylan Macallister eingewechselt wurde. Im Anschluss gehörte der meist auf der linken Mittelfeldposition eingesetzte Lewis auch während der AFC Champions League 2009 zum Profikader der Mariners, kam aber nicht zum Einsatz. In der Saisonpause sammelte er bei Blacktown in der NSW Premier League Spielpraxis und erhielt zur Saison 2009/10 bei den Mariners einen Ein-Jahres-Vertrag als Profi, der kurz nach seinem Startelfdebüt im November 2009 um ein weiteres Jahr verlängert wurde.